# Lansing (Iowa)
Lansing ist eine Kleinstadt (mit dem Status „City“) in der Lansing Township, einem Teil des Allamakee County im äußersten Nordosten des US-amerikanischen Bundesstaates Iowa. Das U.S. Census Bureau hat bei der Volkszählung 2020 eine Einwohnerzahl von 968 ermittelt.

## Lage und Verkehr
Lansing liegt auf 43°21'41" nördlicher Breite und 91°13'24" westlicher Länge und erstreckt sich über 3,0 km², die auf 2,8 km² Land- und 0,2 km² Wasserfläche verteilen. Lansing liegt am Westufer des oberen Mississippi, der die Grenze zu Wisconsin bildet. Die Grenze zu Minnesota liegt 18,7 km in nördlicher Richtung. 
Nachbarorte sind New Albin (18,4 km nördlich), Church (10,7 km westlich), Village Creek (7,1 km südwestlich), Harpers Ferry (23 km südlich), Ferryville in Wisconsin (12,9 km östlich) und De Soto in Wisconsin (9 km nordöstlich).
Die nächstgelegenen größeren Städte sind Iowas Hauptstadt Des Moines (353 km südwestlich), die Quad Cities (263 km südlich), Rockford in Illinois (284 km südöstlich), Wisconsins Hauptstadt Madison (187 km östlich) und Minnesotas größte Stadt Minneapolis (287 km nordwestlich).
In Lansing trifft der von Westen kommende Iowa Highway 9 auf den Iowa Highway 26, der hier die Great River Road bildet. Über die Black Hawk Bridge ist Lansing mit dem gegenüberliegenden Mississippiufer Wisconsins verbunden.

## Geschichte
1848 kam mit William Garrison der erste weiße Siedler auf das Gebiet der heutigen Stadt Lansing und erwarb umfangreichen Grundbesitz. 1849 wurde eine Poststation eingerichtet, die von Garrison betrieben wurde. 
1851 kauften John Haney, dessen Sohn James Haney und H. H. Houghton das Land und legten eine Siedlung an. Benannt wurde diese nach der Stadt Lansing in Michigan. 
1864 wurde dem Ort der Status Town verliehen; 1867 folgte die Erhebung zur City und S. V. Shaw wurde der erste Bürgermeister.
Durch seine Lage am Mississippi wurde Lansing zu einem Handelszentrum für die umliegende Landwirtschaft. Sägewerke wurden eingerichtet, die ganztägig flussabwärts geflößte Holzstämme verarbeiteten.
1899 wurde von J. M. Turner eine Fabrik für Perlmuttknöpfe gegründet, die mehrere hundert meist weibliche Arbeitskräfte beschäftigte
Die Black Hawk Bridg, die die Verbindung mit dem gegenüberliegenden Mississippiufer in Wisconsin herstellte, wurde 1931 ihrer Bestimmung übergeben und von den Bürgern der drei Staaten Minnesota, Wisconsin und Iowa gefeiert.
Nachdem die Brücke 1945 durch Eisgang stark beschädigt worden war, konnte diese nicht mehr genutzt werden. 1957 wurde sie nach der Reparatur wieder für den Verkehr freigegeben. Seit dieser Zeit werden die alljährlich am zweiten Augustwochenende stattfindenden Lansing Fish Days gefeiert.

## Persönlichkeiten

### Söhne und Töchter der Stadt
- Edwin Gerhard Krebs (1918–2009), Biochemiker und Nobelpreisträger